# 京極高房
京極 高房（きょうごく たかふさ、寛永21年（1644年） - 延宝5年5月21日（1677年6月21日））は、江戸時代前期の旗本。京極宗家の大名京極忠高の一人娘・伊知子と家老の多賀宮内常良の第2子。忠高の跡を継いだ京極高和の養嗣子となるも、のちに別家旗本家を興す。通称は頼母。妻は生駒高俊の娘。娘に祐子（京極高豊養女、石川総乗室）。
5歳の時、当時播磨龍野藩主だった高和の養嗣子として江戸に下る。母の伊知子は、この時の別離の悲しさと出世の喜びを手記『涙草』に綴った。その後、高和に実子の京極高豊が誕生する。寛文4年（1664年）4月5日、高和の跡を継いで丸亀藩主となった高豊より、3000石を分知された。娘が1人あったが男子はなかった。延宝5年に34歳で没し、同年7月28日、宗家に封地は還付された。